# Albrecht af Nassau-Weilburg-Ottweiler
Albrecht af Nassau-Weilburg-Ottweiler (født 26. december 1537 i Weilburg, død 11. november 1593 i Ottweiler) var regerende greve. Sammen med sin far gennemførte han Reformationen i sine lande.

## Forældre
Albrecht var det eneste barn af Philip 3., greve af Nassau-Weilburg (1504–1559) i hans ægteskab med Anna af Mansfeld (1520–1537). Grev Albrecht havde yngre halvsøskende.

## Familie
Grev Albrecht var gift med grevinde Anna af Nassau-Dillenburg (1541–1616). Hun var datter af Vilhelm den rige af Nassau-Dillenburg og søster til bl.a. Vilhelm den Tavse (leder af det hollandske oprør mod Spanien) og Johan 6. af Nassau-Dillenburg (statholder i Gelderland og grundlægger af Unionen i Utrecht).
Grev Albrecht og  grevinde Anna fik 14 børn. Ti af børnene blev voksne. Ludvig 2. af Nassau-Weilburg var deres ældste søn. 